# Довер (Флорида)
Довер (англ. Dover) — статистически обособленная местность, расположенная в округе Хилсборо (штат Флорида, США) с населением в 2798 человек по статистическим данным переписи 2000 года.

## География
По данным Бюро переписи населения США статистически обособленная местность Довер имеет общую площадь в 6,73 квадратных километров, водных ресурсов в черте населённого пункта не имеется.
Статистически обособленная местность Довер расположена на высоте 31 м над уровнем моря.

## Демография
| Год переписи        | Нас. |  | %±    |
| ------------------- | ---- |  | ----- |
| 1970                | 2094 |  | —     |
| 1980                | 2354 |  | 12,4% |
| 1990                | 2626 |  | 11,6% |
| 2000                | 2798 |  | 6,5%  |
| 1970–2000 Источник: |      |  |       |

По данным переписи населения 2000 года в Доверe проживало 2798 человек, 615 семей, насчитывалось 751 домашнее хозяйство и 842 жилых дома. Средняя плотность населения составляла около 415,75 человек на один квадратный километр. Расовый состав населённого пункта распределился следующим образом: 74,12 % белых, 0,43 % — чёрных или афроамериканцев, 1,04 % — коренных американцев, 0,61 % — азиатов, 0,25 % — выходцев с тихоокеанских островов, 4,43 % — представителей смешанных рас, 19,12 % — других народностей. Испаноговорящие составили 50,86 % от всех жителей статистически обособленной местности.
Из 751 домашних хозяйств в 45,4 % воспитывали детей в возрасте до 18 лет, 63,2 % представляли собой совместно проживающие супружеские пары, в 10,9 % семей женщины проживали без мужей, 18,1 % не имели семей. 10,4 % от общего числа семей на момент переписи жили самостоятельно, при этом 4,3 % составили одинокие пожилые люди в возрасте 65 лет и старше. Средний размер домашнего хозяйства составил 3,69 человек, а средний размер семьи — 3,89 человек.
Население статистически обособленной местности по возрастному диапазону по данным переписи 2000 года распределилось следующим образом: 33,0 % — жители младше 18 лет, 13,0 % — между 18 и 24 годами, 30,3 % — от 25 до 44 лет, 17,0 % — от 45 до 64 лет и 6,8 % — в возрасте 65 лет и старше. Средний возраст жителей составил 28 лет. На каждые 100 женщин в Доверe приходилось 115,2 мужчин, при этом на каждые сто женщин 18 лет и старше приходилось 117,0 мужчин также старше 18 лет.
Средний доход на одно домашнее хозяйство статистически обособленной местности составил 31 333 доллара США, а средний доход на одну семью — 31 851 доллар. При этом мужчины имели средний доход в 28 090 долларов США в год против 18 472 доллара среднегодового дохода у женщин. Доход на душу населения статистически обособленной местности составил 31 333 доллара в год. 22,3 % от всего числа семей в населённом пункте и 28,0 % от всей численности населения находилось на момент переписи населения за чертой бедности, при этом 34,4 % из них были моложе 18 лет и 20,2 % — в возрасте 65 лет и старше.